# Чельстрём, Ким
Ким Микаэль Че́льстрём (швед. Kim Mikael Källström, шведское произношение [kɪm ˈɕɛl.ˈstrœm]; род. 24 августа 1982[…], Сандвикен, Евлеборг) — шведский футболист, полузащитник. Участник чемпионатов Европы 2004, 2008, 2012 и 2016 годов, а также чемпионата мира 2006 года в составе сборной Швеции. Входит в пятёрку лидеров в истории национальной сборной по количеству сыгранных матчей. На клубном уровне наиболее известен по выступлениям за французские команды «Ренн» и «Олимпик Лион», а также московский «Спартак».

## Клубная карьера

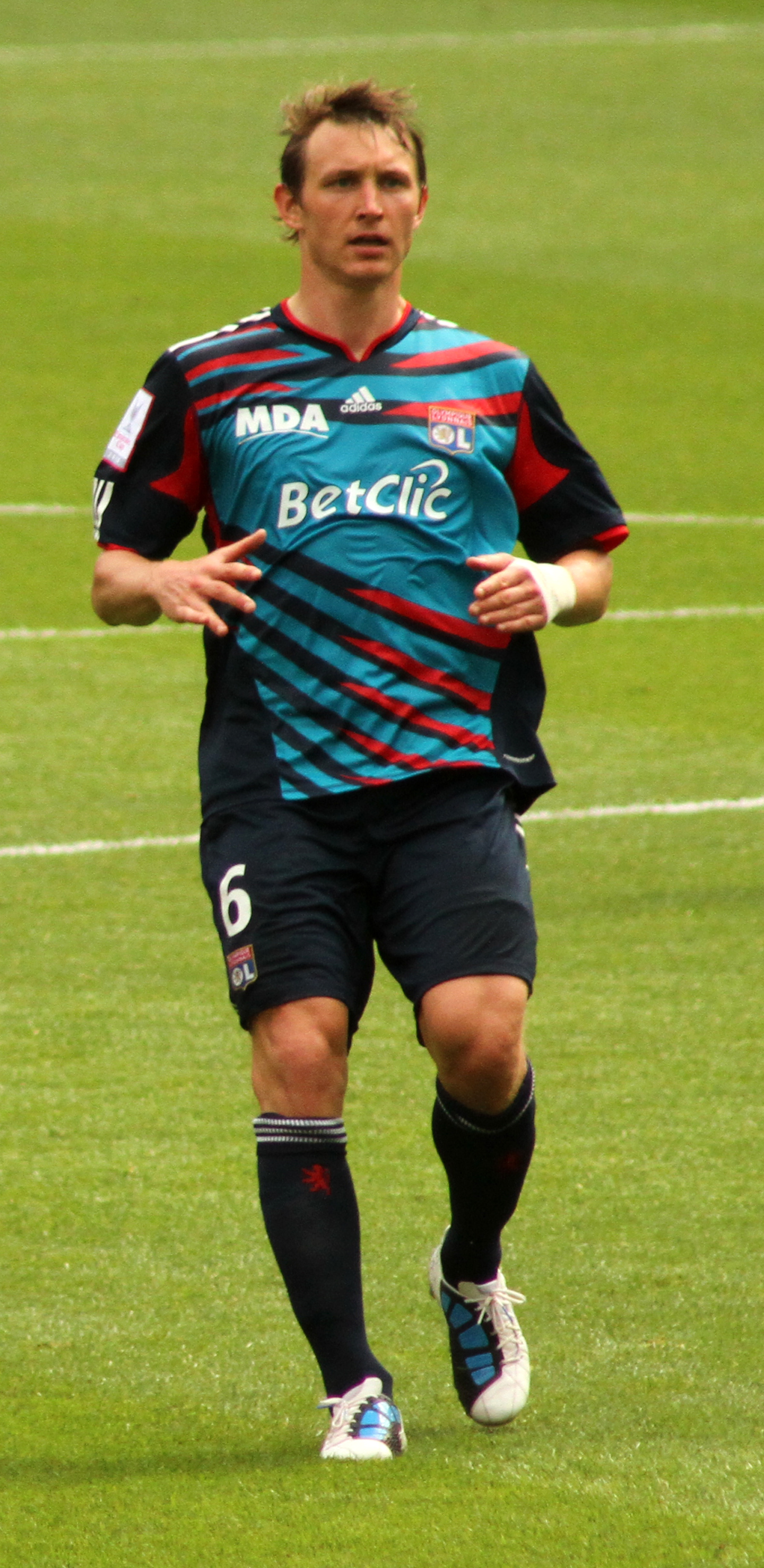
Чельстрём в составе «Олимпик Лиона»

Начал заниматься футболом в клубе «Партилле» (пригород Гётеборга). Первым профессиональным клубом Чельстрёма был «Хеккен». В 1999 году клуб возвращается в элиту шведского футбола, в этом же сезоне состоялся дебют 16-летнего полузащитника. В 2000 году в поединке против «Гётеборга», Чельстрём дебютировал за «Хеккен», выйдя на замену в конце матча, а спустя минуту забил свой первый гол за клуб.
Известность в Швеции он получил уже играя за «Юргорден», с которым стал чемпионом страны 2002 и 2003 годов (в 2002 году Ким забил в чемпионате 12 мячей, а в 2003 году отличился 14 раз).
Зимой 2004 желание приобрести Чельстрёма выражают «Тоттенхэм» и «Челси», но полузащитник делает выбор в сторону скромного французского «Ренна». Сумма трансфера 1,7 млн долларов. В этой команде тогда выступал его партнёр по сборной страны, вратарь Андреас Исакссон.
Во второй половине сезона 2003/04 Ким забил 7 мячей в 18 матчах. В сезоне 2004/05 команда ослабленная травмами выступала неважно, в этот момент Чельстрём проявляет свои лидерские качества. «Ренн» по итогам сезона занимает четвёртое место и получает право на участие в Кубке УЕФА.
В мае 2006 года подписал контракт с «Олимпик Лионом». 30 июля 2006 года в матче за Суперкубок Франции против «Пари Сен-Жермен», Чельстрём дебютировал за новый клуб. 4 августа в поединке против «Нанта» он дебютировал в чемпионате. 17 октября того же года в матче группового этапа Лиги чемпионов против киевского «Динамо» Ким забил свой первый гол за «Лион». 22 октября швед отметился забитым мячом в выездном поединке против «Марселя», который стал для него дебютным в чемпионате Франции, а его команде помог одержать крупную победу, 1-4. В этом клубе он дважды становился чемпионом Франции (для клуба эти титулы стали шестым и седьмым подряд). 30 мая 2009 года в поединке против «Тулузы», Ким провёл 100 матч за клуб в Лиге 1. После принятия закона о повышенных налоговых отчислениях Чельстрём, как многие легионеры решил покинуть Францию.

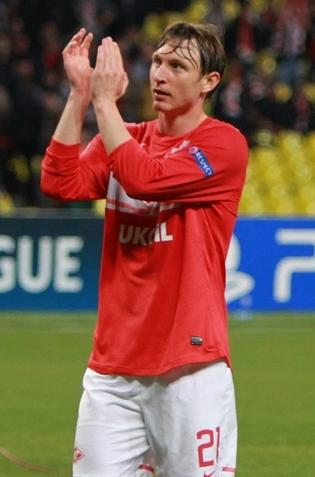
Чельстрём в составе «Спартака» в 2012 году

28 июля 2012 года между «Спартаком» и французским «Олимпик Лионом» была достигнута договорённость о трансфере футболиста в московский клуб. 30 июля Чельстрём успешно прошёл медобследование. 1 августа 2012 года подписан контракт с клубом. Ким стал первым в истории шведским футболистом в составе «Спартака». 15 сентября в игре против краснодарской «Кубани», состоялся дебют Кима в новом клубе. 19 сентября дебютировал за «красно-белых» в Лиге чемпионов, выйдя в стартовом составе на «Камп Ноу» против «Барселоны». 29 сентября 2012 года, в гостевом матче с пермским «Амкаром», забил свой первый гол за «Спартак», поразив ворота соперника ударом со штрафного. В той встрече подопечные Унаи Эмери добились волевой победы над пермяками — 3:1.
31 января 2014 года, в последний день трансферного окна, Чельстрём был отдан в аренду в лондонский «Арсенал», а «Спартак» получил £ 300 тыс. за эту аренду. Поскольку на момент подписания футболист был травмирован, клубы договорились, что до его полного выздоровления зарплату игроку будет платить «Спартак». 25 марта в поединке против «Суонси Сити» Ким дебютировал в английской Премьер-лиге, заменив во втором тайме Томаша Росицки.
12 апреля Чельстрём забил послематчевый пенальти в полуфинале Кубка Англии против «Уиган Атлетик», но в победном для «Арсенала» финале Ким не попал в заявку на матч.
Летом Чельстрём вернулся в «Спартак». При новом тренере москвичей Мурате Якине он снова стал основным футболистом «красно-белых». 2 ноября в матче против «Кубани» Ким сделал «дубль». В мае Чельстрём отказался продлевать контракт со «Спартаком». Активный интерес к Киму проявил швейцарский «Грассхоппер». 5 июня он подписал контракт с «Грассхоппер» на три года. 19 июля в матче против «Туна» Ким дебютировал в швейцарской Суперлиге. 29 ноября в поединке против «Цюриха» Чельстрём забил свой первый гол за «кузнечиков».
В начале 2017 года Ким расторг контракт с «Грассхоппером» и вернулся в свой бывший клуб «Юргорден». В конце того же года Чельстрём расстался с «Юргорденом» и объявил о завершении карьеры.

## Карьера в сборной

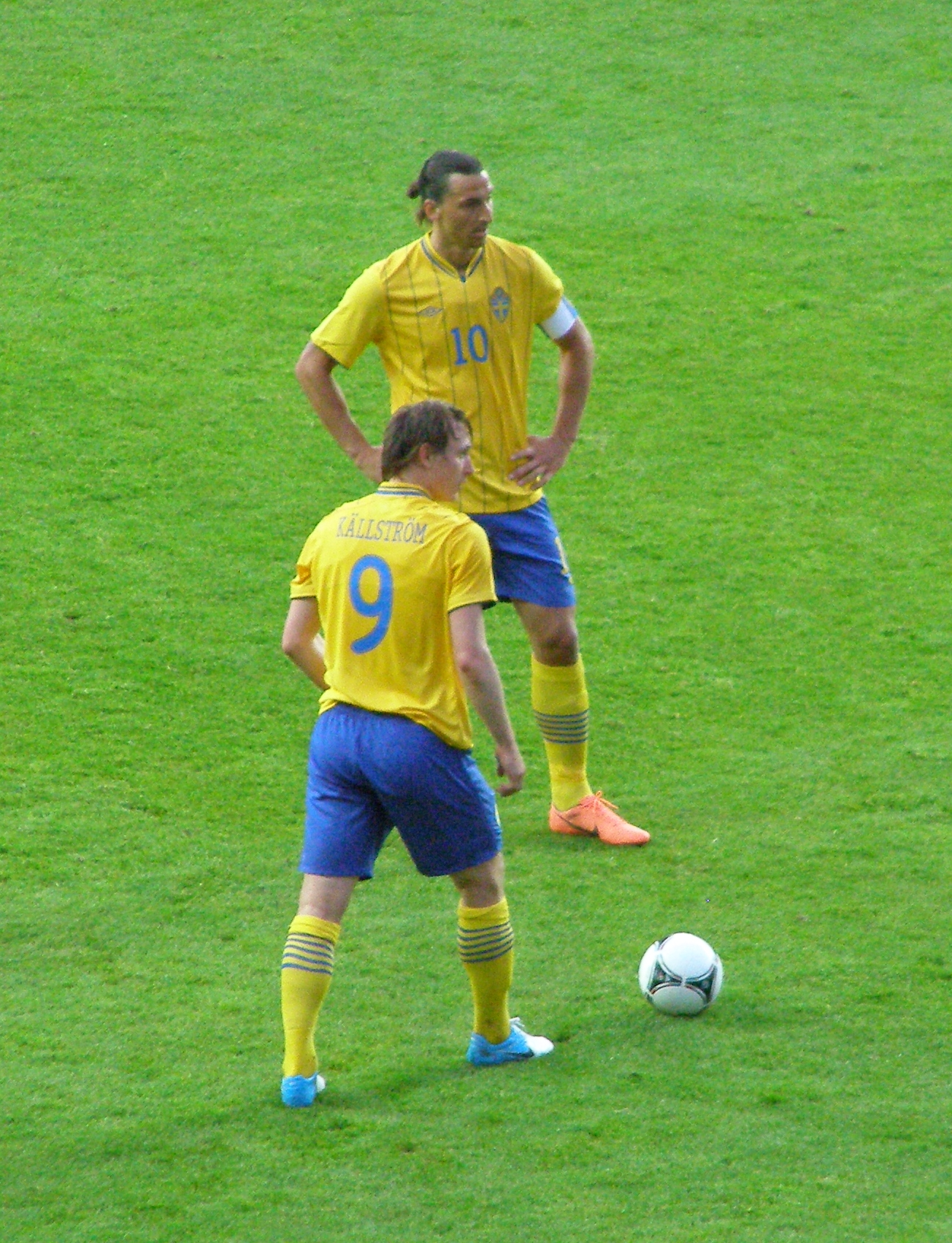
Чельстрём (№ 9) и Златан Ибрагимович в составе сборной Швеции в 2012 году

1 февраля 2001 года в товарищеском матче против сборной Финляндии Чельстрём дебютировал за сборную Швеции. 6 сентября 2003 года в Гётеборге в отборочном матче Евро-2004 против сборной Сан-Марино он забил свой первый гол за национальную команду.
Участвовал в финальных турнирах чемпионатов Европы 2004 (4 матча, забитый послематчевый пенальти в проигранной серии против Нидерландов в 1/4 финала), 2008 (2 матча), 2012 (3 матча) и 2016 (3 матча) годов, чемпионата мира 2006 года (4 матча). Чельстрём — один из совладельцев рекорда по количеству участий в финальных стадиях чемпионатов Европы (4). Забил несколько важных голов в отборочном турнире чемпионата Европы 2008 года, в том числе красивый гол в ворота сборной Исландии ударом с 45 метров.
После Евро-2016 отказался играть за сборную. Практически вся карьера Чельстрёма в сборной прошла в то время, когда за команду выступал лучший бомбардир в её истории Златан Ибрагимович, который также ушёл из сборной в 2016 году.

### Голы за сборную Швеции
| #  | Дата         | Место                                       | Противник  | Счёт | Итог | Соревнование           |
| -- | ------------ | ------------------------------------------- | ---------- | ---- | ---- | ---------------------- |
| 1  | 6 сен 2003   | Уллеви, Гётеборг, Швеция                    | Сан-Марино | 4:0  | 5:0  | Квалификация Евро-2004 |
| 2  | 28 апр 2004  | Сидади-ди-Коимбра, Коимбра, Португалия      | Португалия | 0:1  | 2:2  | Товарищеский матч      |
| 3  | 8 июня 2005  | Росунда, Стокгольм, Швеция                  | Норвегия   | 1:0  | 2:3  | Товарищеский матч      |
| 4  | 12 окт 2005  | Росунда, Стокгольм, Швеция                  | Исландия   | 3:1  | 3:1  | Квалификация ЧМ 2006   |
| 5  | 2 сен 2006   | Сконто, Рига, Латвия                        | Латвия     | 0:1  | 0:1  | Квалификация Евро-2008 |
| 6  | 11 окт 2006  | Лаугардалсвёллур, Рейкьявик, Исландия       | Исландия   | 1:1  | 2:1  | Квалификация Евро-2008 |
| 7  | 22 авг 2007  | Уллеви, Гётеборг, Швеция                    | США        | 1:0  | 1:0  | Товарищеский матч      |
| 8  | 21 ноя 2007  | Росунда, Стокгольм, Швеция                  | Латвия     | 2:1  | 2:1  | Квалификация Евро-2008 |
| 9  | 20 авг 2008  | Уллеви, Гётеборг, Швеция                    | Франция    | 2:3  | 2:3  | Товарищеский матч      |
| 10 | 10 сен 2008  | Росунда, Стокгольм, Швеция                  | Венгрия    | 1:0  | 2:1  | Квалификация ЧМ 2010   |
| 11 | 19 ноя 2008  | Амстердам Арена, Амстердам, Нидерланды      | Нидерланды | 1:2  | 1:3  | Товарищеский матч      |
| 12 | 11 фев 2009  | UPC-Арена, Грац, Австрия                    | Австрия    | 2:0  | 2:0  | Товарищеский матч      |
| 13 | 10 июня 2009 | Уллеви, Гётеборг, Швеция                    | Мальта     | 1:0  | 4:0  | Квалификация ЧМ 2010   |
| 14 | 7 июня 2011  | Росунда, Стокгольм, Швеция                  | Финляндия  | 1:0  | 5:0  | Квалификация Евро-2012 |
| 15 | 6 сен 2011   | Олимпийский стадион, Серравалле, Сан-Марино | Сан-Марино | 0:1  | 0:5  | Квалификация Евро-2012 |
| 16 | 11 окт 2011  | Росунда, Стокгольм, Швеция                  | Нидерланды | 1:0  | 3:2  | Квалификация Евро-2012 |

## Достижения

### Командные
«Юргорден»
- Чемпион Швеции: (2) 2002, 2003
- Обладатель Кубка Швеции: 2002

«Олимпик Лион»
- Чемпион Франции: (2) 2006/07, 2007/08
- Обладатель Кубка Франции: (2) 2007/08, 2011/12
- Обладатель Суперкубка Франции: (2) 2006, 2007

«Арсенал»
- Обладатель Кубка Англии: 2014